# Lophiobrycon weitzmani
Lophiobrycon weitzmani es una especie de peces de la familia Characidae en el orden de los Characiformes, es la única especie del género Lophiobrycon.

## Morfología
Los machos pueden llegar alcanzar los 2,9 cm de longitud  total y las hembras 2,73.
- Presenta dimorfismo sexual.[1][2]

## Alimentación
Come principalmente artrópodos acuáticos y terrestres.

## Hábitat
Vive en zonas de clima tropical entre 19 °C - 21 °C de temperatura.

## Distribución geográfica
Se encuentran en Sudamérica:  cuenca del río Paraná en Brasil.